# Alesia Turava
Alesia Turava (Bielorrusia, 6 de diciembre de 1979) es una atleta bielorrusa especializada en la prueba de 3000 m obstáculos, en la que ha logrado ser campeona europea en 2006.

## Carrera deportiva
En el Campeonato Europeo de Atletismo de 2006 ganó la medalla de oro en los 3000 m obstáculos, corriéndolos en un tiempo de 9:26.05 segundos, llegando por delante de la rusa Tatyana Petrova y la polaca Wioletta Janowska (bronce con 9:31.62 segundos).